# Municipio de Basin
El municipio de Basin (en inglés: Basin Township) es un municipio ubicado en el condado de Boyd en el estado estadounidense de Nebraska. En el año 2010 tenía una población de 228 habitantes y una densidad poblacional de 0,68 personas por km².

## Geografía
El municipio de Basin se encuentra ubicado en las coordenadas 42°56′6″N 99°9′12″O / 42.93500, -99.15333. Según la Oficina del Censo de los Estados Unidos, el municipio tiene una superficie total de 333.37 km², de la cual 333,24 km² corresponden a tierra firme y (0,04 %) 0,13 km² es agua.

## Demografía
Según el censo de 2010, había 228 personas residiendo en el municipio de Basin. La densidad de población era de 0,68 hab./km². De los 228 habitantes, el municipio de Basin estaba compuesto por el 96,05 % blancos, el 0,44 % eran amerindios, el 0,44 % eran asiáticos, el 3,07 % eran de otras razas. Del total de la población el 1,32 % eran hispanos o latinos de cualquier raza.